# 圣赫利尔
圣赫利尔 （英語：Saint Helier，/ˈhɛliər/），为英国皇家领地泽西岛的首府。总人口37,540，占泽西岛总人口的34.8%。总面积10.6 km2。

## 友好城市
- 法國 阿夫朗什

## 名人
亨利·卡維爾